# Hourglass (James Taylor)
Hourglass è il diciassettesimo album di James Taylor, pubblicato nel maggio del 1997.
L'album vinse un Grammy Award come miglior disco Pop.

## Tracce
Brani composti da James Taylor, eccetto dove indicato
1. Line 'Em Up – 4:42
2. Enough to Be on Your Way – 5:57
3. Little More Time with You – 3:51
4. Gaia – 5:30
5. Ananas – 5:42
6. Jump Up Behind Me – 3:28
7. Another Day – 2:21
8. Up Er Mei – 3:47
9. Up from Your Life – 5:15
10. Yellow and Rose – 4:54
11. Boatman – 3:57 (Livingston Taylor, Maggie Taylor)
12. Walking My Baby Back More – 2:27 (Fred Ahlert, Roy Turk)
13. Hangnail (Also known as money O money)

Durata totale: 51:51

## Musicisti
- James Taylor - chitarra acustica, voce
- James Taylor - penny whistle (brano: Enough to Be on Your Way)
- James Taylor - armonica (brano: Yellow and Rose)
- Bob Mann - chitarre
- Clifford Carter - tastiere
- Jimmy Johnson - basso
- Carlos Vega - batteria, percussioni
- Valerie Carter - accompagnamento vocale
- Arnold McCuller - accompagnamento vocale
- Kate Markowitz - accompagnamento vocale
- David Lasley - accompagnamento vocale

Ospiti
- Yo-Yo Ma - violoncello (brani: Enough to Be on Your Way e Another Day)
- Mark O'Connor - fiddle (brano: Enough to Be on Your Way)
- Stevie Wonder - armonica (brano: Little More Time with You)
- Branford Marsalis - sassofono soprano (brano: Gaia)
- Branford Marsalis - sassofono alto (brano: Up from Your Life)
- Edgar Meyer - basso acustico (brani: Gaia e Up from Your Life)
- Michael Brecker - sassofono tenore (brano: Ananas)
- Michael Brecker - sassofono ewi (brano: Jump Up Behind Me)
- Rob Mounsey - arrangiamenti strumenti a fiato (brano: Ananas)
- Sting - voce (brano: Jump Up Behind Me)
- Jill Dell'Abate - voce (brano: Up Er Mei)
- Dan Dugmore - chitarra pedal steel (brani: Yellow and Rose e Boatman)
- Shawn Colvin - voce (brano: Yellow and Rose)
- Ross Traut - chitarra high strung (brano: Boatman)

Note aggiuntive
- Frank Filipetti, James Taylor - produttori
- Jill Dell'Abate - produttore associato
- Ted Cammann - assistente alla produzione
- Frank Filipetti - ingegnere del suono, mixaggio
- Pete Karam - assistente ingegnere del suono
- Tim Gerron - assistente ingegnere del suono
- Pete Karam - assistente al mixaggio[1]